# Muhammed 'Idris ash-Shafi'i
Muhammed 'Idris ash-Shafi'i eller al-Shafi'i, född 767, död 820, har kallats ”den islamiska rättens fader” och han har tillskrivits grundandet av den numera tredje största sunnitiska rättskolan som också är uppkallad efter honom: Shafi'i.

## Biografi
Al-Shafi'i levde i Mecka-Medina området under abbasiderna (750–950). Islams territoriella dominans hade ända sedan Muhammeds tid expanderat kraftigt vilket medfört en utveckling mot mångfald och pluralism i religionen och i rättsväsendet. Bredvid koranen och haditherna (berättelser om Muhammed) hade den lokala sedvänjan sunna och sunt förnuft ra'y utvecklats till att bli en del av stommen som de rättsliga utlåtandena vilade på. Detta skapade regionala skillnader i rättsväsendet som al-Shafi'i motsatte sig. 
För att motverka detta började man systematiskt gå tillbaka till koranen och tolka dess budskap, man samlade in och bedömde sanningshalten i de många hadither som florerade. Och med dessa källor som bas och ett visst mänskligt resonemang skapade man ett nytt, mer enhetligt, system för den islamiska rättvetenskapen fiqh. I hela denna process spelade al-Shafi'i en stor roll.
Men helt enig blev man inte. Det utvecklades fyra större sunnitiska rättsskolor madhhab vilka alla påverkades till en viss del av al-Shafi'is systematisering. Skillnaden skolorna emellan låg i hur mycket egna åsikter och bedömningar samt lokala sedvänjor som kunde tillåtas vid lagstiftandet. 
Dessa skillnader i uppfattning mellan skolorna medförde dock inga större problem då man tänker sig att sanningen är mångfacetterad och Gud är svår att tolka för människor. Det är alltså fullt möjligt att alla har rätt, att alla ser olika sidor av samma sanning. Denna acceptans av varandras olikheter inom rättskolorna kallas ikhtilaf.
Hans bok Risala revolutionerade rättsvetenskapen inom islam då den kombinerade ra'y och hadither samtidigt som den förkastade tidigare tolkningar.
Se även Muhammad 'Idris ash-Shafi'is tolkning av begreppet ijma